# 中庄乡
中庄乡，是中华人民共和国山西省忻州市静乐县下辖的一个乡。2021年5月，撤销中庄乡、双路乡，合并设立双路镇。

## 行政区划
中庄乡下辖以下地区：
五村、石咀头村、中庄村、中寨上村、樊家村、白道底村、盆子水村、红崖上村、向阳村、周家沟底村、长坪村、堡子湾村、六谷洼村、西沟底村、盆家岩村、史家岭村、南庄梁村、辛庄则村、段家沟底村和北骡子窊村。